# Diquenza
Diquenza, artiestennaam van Delaney Alberto, is een Nederlands-Antiliaanse producer en dj. De nummers Ewa ewa (in samenwerking met Chivv van SBMG) en Vervloekt (in samenwerking met Frenna) bereikten de nummer één positie van de Dutch Charts Singles Top 100.

## Biografie
Diquenza is een Nederlandse muziekproducer en dj van Antilliaanse afkomst. Hij begon op jonge leeftijd met het maken van beats in het programma FL Studio. Door de jaren heen ontwikkelde hij zich tot een veelzijdige artiest met een brede muzikale stijl.

## Carrière
In 2016 brak Diquenza door met zijn eerste grote hit My Love van Frenna & Jonna Fraser, die meerdere weken op nummer 1 stond in onder andere de Single Top 100 en de Spotify Top 50. De track behaalde de diamond-status in Nederland en werd bekroond met viermaal platina. 
Na dit succes werkte hij samen met diverse toonaangevende Nederlandse artiesten, waaronder Frenna, SFB, Broederliefde, Ronnie Flex, Sevn Alias, Boef, Chivv en anderen.
Sindsdien leverde Diquenza een reeks grote hits af, waaronder:
- My Love – Frenna & Jonna Fraser (nr. 1-hit, diamond, 4× platina)
- Tout Est Bon – Boef & Numidia (nr. 1-hit, diamond, voormalig meest gestreamde track van Nederland)
- Vervloekt – Frenna & Diquenza (nr. 1-hit, 4× platina)
- Ewa Ewa – Chivv x Diquenza (nr. 1-hit)
- Speciaal – Frenna (nr. 1-hit)
- Viraal – Frenna x Mula B (nr. 2-hit)
- Louboutin – Frenna (nr. 2-hit)
- Festival – Diquenza x Yssi SB, Henkie T & Dopebwoy (hit uit 2024, miljoenen streams)
- Pon Road – SFB (grote hit)
- 16 Million – Frenna & Diquenza (platina)
- Pull Up Game Strong – SBMG ft. Diquenza (platina)
- Van Mij – Jayh (platina)
- Walk Away Remix – Frenna & Diquenza (goud)

In 2017 bracht Diquenza samen met Frenna de gezamenlijke ep We Don’t Stop uit, die in 2018 platina werd. Deze bevat onder andere de hits Vervloekt, 16 Million en Walk Away Remix.

## Internationaal werk
Diquenza staat onder contract bij Warner Music. Ook internationaal heeft hij zijn stempel gedrukt met producties voor artiesten als Hamza, Naira Marley, Zinoleesky, Niska, Lacrim, Midas The Jagaban, Patoranking, Mugeez (R2Bees), Fuse ODG, Brandon Beal en anderen. Zijn producties zijn inmiddels goed voor meer dan 150 miljoen streams wereldwijd.

## Dj-werk
Naast zijn werk als producer is Diquenza ook actief als dj. Hij stond op vrijwel alle grote festivals in Nederland, waaronder:
- Latin Village (mainstage closing set)
- 7Fest
- Dance Valley
- Dutch Valley
- Palmundo Festival
- Oh My! Festival

Daarnaast deed hij meerdere internationale zomertours en trad op in onder meer Curaçao, Suriname, Portugal, Griekenland, Duitsland, België en andere landen.

## Discografie

### Albums
| Jaar | Album         | Vlag van Nederland | Vlag van Nederland | Vlag van België | Vlag van België | Opmerkingen                            |
| Jaar | Album         | 100                | weken              | 200             | weken           | Opmerkingen                            |
| ---- | ------------- | ------------------ | ------------------ | --------------- | --------------- | -------------------------------------- |
| 2017 | We Don't Stop | 3                  | 59                 | 65              | 14              | Debuutalbum in samenwerking met Frenna |

### Singles
| Jaar | Act                                            | Nummer                          | Vlag van Nederland | Vlag van Nederland | Opmerkingen                                    |
| Jaar | Act                                            | Nummer                          | 100                | weken              | Opmerkingen                                    |
| ---- | ---------------------------------------------- | ------------------------------- | ------------------ | ------------------ | ---------------------------------------------- |
| 2017 | Diquenza met SBMG                              | Pull Up Game Strong             | 10                 | 18                 |                                                |
| 2017 | Diquenza met Bizzey, Frenna, Ramiks en Dovgh   | Blow It All                     | 35                 | 8                  |                                                |
| 2017 | Diquenza met Frenna                            | Vervloekt                       | 1                  | 23                 | Nr. 19 in de Nederlandse Top 40                |
| 2017 | Diquenza met Frenna en Emms                    | 16 Million                      | 7                  | 13                 |                                                |
| 2017 | Diquenza met Frenna en Latifah                 | Wanna Be Mine                   | 29                 | 6                  |                                                |
| 2017 | Diquenza met Frenna en Sevn Alias              | Better Days                     | 34                 | 2                  |                                                |
| 2017 | Diquenza met Frenna, Sevn Alias en KM          | Karaat                          | 40                 | 1                  |                                                |
| 2017 | Diquenza met Frenna en SFB                     | Walk Away                       | 41                 | 2                  |                                                |
| 2017 | Diquenza met Frenna en Jonna Fraser            | Bon Jovi                        | 48                 | 1                  |                                                |
| 2017 | Diquenza met Frenna, Priceles en Quincy Promes | Ball                            | 52                 | 1                  |                                                |
| 2017 | Diquenza met Frenna                            | Sieben Intro                    | 65                 | 1                  |                                                |
| 2018 | Diquenza met Frenna en Mugeez                  | Walk Away (International Remix) | 46                 | 3                  |                                                |
| 2019 | Diquenza met Chivv                             | Ewa ewa                         | 1                  | 16                 | Nr 22 in de Nederlandse Top 40                 |
| 2019 | Diquenza met Bizzey, SXTEEN en Poke            | Domme Dingen Doen               | 28                 | 4                  |                                                |
| 2019 | Diquenza met LouiVos                           | Waggie Nieuw                    | 57                 | 2                  |                                                |
| 2021 | Diquenza met Chivv, Jandro en Jonna Fraser     | Come online                     | 8                  | 18                 | tip5 in de Tipparade van de Nederlandse Top 40 |
| 2022 | Diquenza met Boef, Numidia en Cristian D       | Flexxen                         | 11                 | 13                 | tip3 in de Tipparade van de Nederlandse Top 40 |